# Haley Webb
Haley Webb (ur. 25 listopada 1985 w Woodbridge, USA) – amerykańska aktorka telewizyjna. Zadebiutowała w 2006 roku w serialu kryminalnym Krok od domu. Jej najbardziej znaną rolą jest Janet w horrorze Oszukać przeznaczenie 4 z 2009 roku.

## Filmografia
Seriale TV
- 2006: Krok od domu jako Kayla Philby
- 2007: Shark jako Danielle
- 2014: Piękna i Bestia jako Laura Scott
- 2013-2017: Teen Wolf: Nastoletni wilkołak jako Jennifer Blake, Darach i Julia Baccari
- 2014: Bibliotekarze jako Mabel Collins
- 2015: Backstrom jako Virginia Anderson
- 2016: Powers jako Young Janis
- 2019: Hawaii Five-0 jako Lisa Kamaka
- 2020: Chicago PD jako Michelle Sullivan

Filmy
- 2008: Wielka Gra jako Toni
- 2009: Oszukać przeznaczenie 4 jako Janet Cunningham
- 2011: W zamknięciu jako Dziewczyna Allena
- 2013: Rushlights jako Sarah
- 2015: Niewysłany list jako Claire Goodster
- 2016: Sugar Mountain jako Lauren Huxley
- 2017: It Happened One Valentine's jako Allie Rusch
- 2017: Unwritten Obsession jako Skye Chaste